# Franz Woken
 (février 2024).
Si vous disposez d'ouvrages ou d'articles de référence ou si vous connaissez des sites web de qualité traitant du thème abordé ici, merci de compléter l'article en donnant les références utiles à sa vérifiabilité et en les liant à la section « Notes et références ».
Franz Woken (né en 1685 à Rarfin, mort le 18 février 1734 à Wittemberg) est un historien, linguiste et théologien luthérien allemand.

## Biographie
Woken vient d'une vieille famille de prédicateurs de Poméranie. Son arrière-grand-père Bartholomew avait étudié avec Martin Luther à l'université de Wittemberg et était devenu pasteur. Son grand-père Daniel était aussi pasteur comme son père Franz. Le père obtint le poste de pasteur à Rarfin un an avant la naissance de Franz. Il avait épousé la fille de son prédécesseur Georg Pistori, Maria Hedwige Pistori.
Sa date de naissance ne peut être déterminée ; selon la légende, il est né avec un frère jumeau décédé peu après sa naissance. Pendant les premières années de sa vie, il est confié à son père, qui, entre autres choses, lui donne des connaissances dans les langues. Il fréquente ensuite l'école de Colberg et acquiert de vastes connaissances philosophiques.
Woken est étudiant à l'université de Rostock, mais est rapidement rappelé auprès de son père. Après son séjour en Poméranie, il s'inscrit à l'université de Halle. Après un certain temps, il s'installe à l'université de Leipzig, où Gottfried Olearius (de) et Johann Georg Abicht sont ses professeurs ; ils lui donnent un aperçu de la théologie et des langues orientales.
Il enseigne ensuite comme précepteur. Avec sa thèse De disserentia, il obtient sa maîtrise en philosophie le 8 février 1714. Il veut à l'origine terminer son habilitation à l'université, mais il retourne dans son pays natal, où il devient professeur au lycée (de) de Neustettin. Le 30 juillet 1714, il est nommé recteur adjoint. À ce poste, il tente de remédier aux griefs du gymnasium. Il rencontre de la résistance et cherche alors un nouvel emploi.
Le 15 avril 1725, il termine son habilitation à l'université de Leipzig et prend le poste de professeur agrégé de philosophie le 26 avril avec sa thèse De arbore philosophiae. À Leipzig, il donne diverses conférences, obtient une licence en théologie et écrit plusieurs livres. L'Académie royale des sciences de Prusse prend connaissance de lui et l'accepte comme membre.
En 1727, après la mort de Johann Christoph Wichmannshausen (de), il est nommé professeur ordinaire d'hébreu et de langues orientales à l'université de Wittemberg. En 1728, il acquiert le diplôme universitaire de licence en théologie avec la thèse De Incornatione filii. Le 10 juillet 1729, il fait l'éloge funèbre de Gottlieb Wernsdorff lors de ses funérailles.
Après avoir occupé la charge de recteur de l'université de Wittemberg depuis Pâques 1732, il obtient son doctorat en théologie le 2 septembre 1732.
Début 1734, il tombe malade de fièvre et meurt six semaines plus tard.
À Wittemberg, il épousa Madeleine Elisabeth, fille de Wichmannshausen et veuve de Johann Wilhelm Jahn (de). Avec elle, il a quatre fils : Franz, Franz Christoph, Franz Christlieb et Augustin Gottfried, trois enfants meurent prématurément.

## Œuvre
Woken est une référence dans le domaine des langues orientales. En tant que fanatique de l'orthodoxie luthérienne (de), il écrit un certain nombre de traités. Ses livres couvrent la critique biblique, l'herméneutique, la littérature orientale, les antiquités ecclésiastiques, la dogmatique, l'éthique philosophique et chrétienne, la logique, l'esthétique, l'histoire de l'Église, l'histoire littéraire et l'histoire de la Poméranie.
Avec sa Bibliotheca Theologico-Philologico – Philosophico Historica, il publie le premier article littéraire de Wittenberg qui s'apparente aux revues de critique. Dans le volume, composé de six parties, outre la présentation des écrits universitaires publiés à Wittenberg, des critiques et des notes sont également incluses.
Son ouvrage Textus V.T. originalis Ebraeus ab Enallagis liberatus, paru à Leipzig en 1726, est mis à l’Index librorum prohibitorum par décret le 11 janvier 1734.